# Bupalus albomacula
Bupalus albomacula är en fjärilsart som beskrevs av Dziurz. 1912. Bupalus albomacula ingår i släktet Bupalus och familjen mätare. Inga underarter finns listade i Catalogue of Life.